# Nomen oblitum
nomina oblita

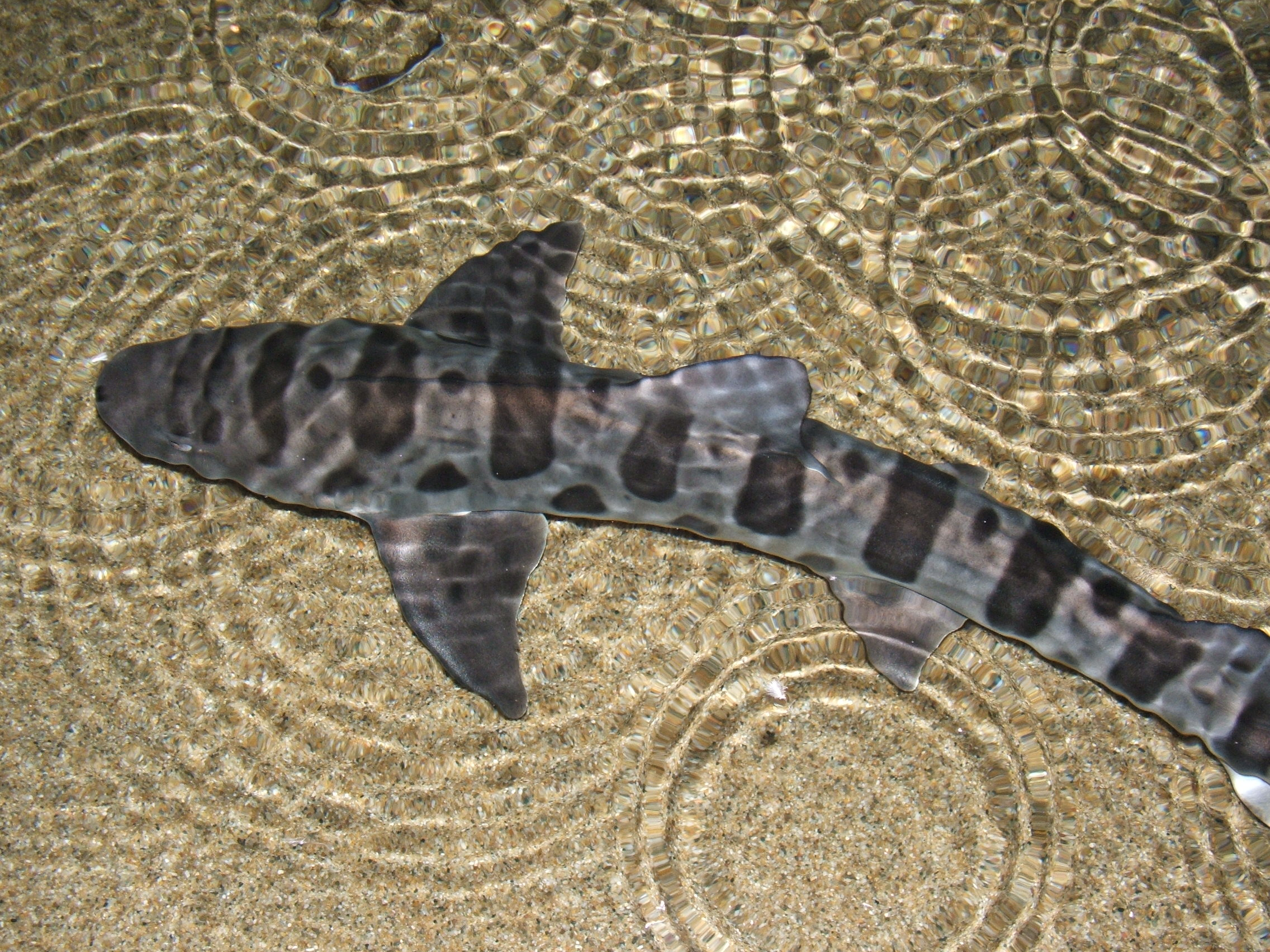
Un requin léopard (Triakis semifasciata) à l'aquarium de la baie de Monterey.

Dans la nomenclature zoologique, un nomen oblitum (« nom oublié » en latin, nomina oblita au pluriel) est un nom scientifique qui n'a pas connu d'utilisation après 1899, au profit d'un synonyme postérieur (junior) usité de manière significative, c'est-à-dire dans au moins 25 publications par au moins 10 auteurs dans les 50 années suivant la description du nom. Dans ce cas, le Commission internationale de nomenclature zoologique statue que le nom valide n'est pas donné selon le principe de priorité, et le plus ancien est appelé nomen oblitum.
Exemple : le requin léopard Triakis semifasciata a pour nomen oblitum Mustelus felis.